# Undiscovered
Undiscovered é o álbum de estreia do cantor James Morrison, lançado no Reino Unido em 31 de julho de 2006. Na sua primeira semana ele vendeu 84.611 álbuns no Reino Unido. Tem sido certificada em Ouro Austrália e Nova Zelândia e platina no Reino Unido. O primeiro single deste álbum foi "You Give Me Something" e o segundo é único "Wonderful World". Vendeu 847.135 cópias no Reino Unido em 2006, elevando seu total de vendas contam para mais de um milhão a partir de 12 de março de 2007. O álbum atingiu a 24.ª posição no Billboard 200 e a primeira no UK Albums Chart.

## Curiosidades
Quando James Morrison foi na Nova Zelândia, e apareceu no New Zealand Idol mostram, os dois finalistas perguntado a Morrison sobre o sentido da música "You Give Me Something", e disse Morrison que era destinada a ser uma "dura música de amor", e as letras significam que o protagonista da canção não ama a pessoa, tanto quanto ela o ama, mas está disposta a dar a experimentar um relacionamento.
A canção "Better Man" foi jogado em um episódio da TV-americana What About Brian, e também em um episódio de Grey's Anatomy. A canção "You Give Me Something" apareceu em um episódio de Ugly Betty, e uma promoção para o canal de televisão americano FX. A canção "This Boy" apareceu em um episódio da CW show One Tree Hill. James promoveu o álbum nos Estados Unidos em março de 2007.

## Listagem de faixas
1. "Under the Influence" (James Morrison, Jimmy Hogarth, Steve McEwan) - 4:07
2. "You Give Me Something" (Morrison, Francis White) - 3:33
3. "Wonderful World" (Morrison, White) - 3:30
4. "The Pieces Don't Fit Anymore" (Morrison, Martin Brammer, Steve Robson) - 4:17
5. "One Last Chance" (Morrison, Tim Kellett, Kevin Andrews) - 4:47
6. "Undiscovered" (Morrison, Brammer, Robson) - 3:29
7. "The Letter" (Morrison, Wayne Hector, David Frank) - 3:14
8. "Call the Police" (Morrison, White) - 3:46
9. "This Boy" (Morrison, Kellett) - 3:54
10. "If the Rain Must Fall" (Morrison, Martin Terefe) - 4:05
11. "The Last Goodbye" (Morrison, Hogarth, McEwan) - 5:12